# Белоусова, Анна Леонидовна
Анна Леонидовна Белоусова (23 августа 1996) — российская пловчиха, бронзовый призёр чемпионата мира (2013), чемпионка России (2019). Специализируется в плавании брассом. Мастер спорта России международного класса.

## Биография
<…> на чемпионат мира поеду с книжками, да и сейчас с книжками приехала.
Анна Белоусова родилась 23 августа 1996 года. Проживает и выступает за Свердловскую область. Учится в США, в августе 2019 года планирует поступать в магистратуру, а выступления на чемпионатах ей приходится совмещать с учёбой, занимаясь плаванием и обучением одновременно.

## Карьера
В 2013 году Анна Белоусова участвовала в чемпионате мира 2013 года в составе комбинированной эстафеты 4 по 100 метров. Пловчиха проплыла этап брассом в предварительном раунде, а в финале её заменила Юлия Ефимова. Россиянки заняли седьмое место в первом раунде, пройдя в финал, где стали третьими. Таким образом, Анна также получила бронзовую медаль чемпионата мира. 14 августа Белоусовой было присвоено звание мастера спорта международного класса.
В апреле 2018 года участвовала в чемпионате России, где плыла на двух дистанциях брассом. Белоусова стала четвёртой в плавании на 200 метров, а на дистанции вдвое короче улучшила свой личный результат, но заняла лишь девятое место в полуфинале, став запасной и не попав в главный заплыв.
12 апреля 2019 года Белоусова победила на дистанции 100 метров брассом на чемпионате России в Москве, обойдя Юлию Ефимову с результатом 1.06,34. Обе девушки преодолели квалификационный норматив для отбора в сборную на чемпионат мира в Кванджу. После победы Белоусова отметила, что не ожидала победить Ефимову из-за проблем в подготовке. Она также отметила, что после успеха на чемпионате мира в 2013 году, ей пришлось пережить полученные травмы, и за это время она едва не завершила карьеру. На дистанции вдвое короче Белоусова также выполнила норматив, заняв второе место и показав время 30,98 с. Также стала четвёртой на дистанции 200 метров брассом.
Тренируется в США.